# 调漆
调漆包含两种：

## 涂料生产过程中的调漆
调漆通常是指在涂料（油漆）生产过程中对研磨漆浆进行稳定化的工艺过程，包括调整颜色、固体份、粘度、补齐用料等，从而获得所需液态涂料的产品。

## 涂料使用过程中的调漆
调漆也可指在涂料使用过程中根据需要调整漆液施工的物理参数的过程，通常是用稀释剂（也可成为溶剂或稀料）来调整漆液的粘度，粘度的值可以用涂4杯、福特杯或岩田杯（Iwata）等来测量。